# Hemsleya panlongqi
Hemsleya panlongqi är en gurkväxtart som beskrevs av An Min g Lu och W.J. Chang. Hemsleya panlongqi ingår i släktet Hemsleya och familjen gurkväxter. Inga underarter finns listade i Catalogue of Life.